# 菱茎猪笼草
菱茎猪笼草（学名：Nepenthes rhombicaulis）是苏门答腊特有的热带食虫植物。其种加词来源于拉丁文，“rhombicus”意为“菱形的”，“caulis”意为“茎”，指其茎的横截面呈菱形。

## 植物学史

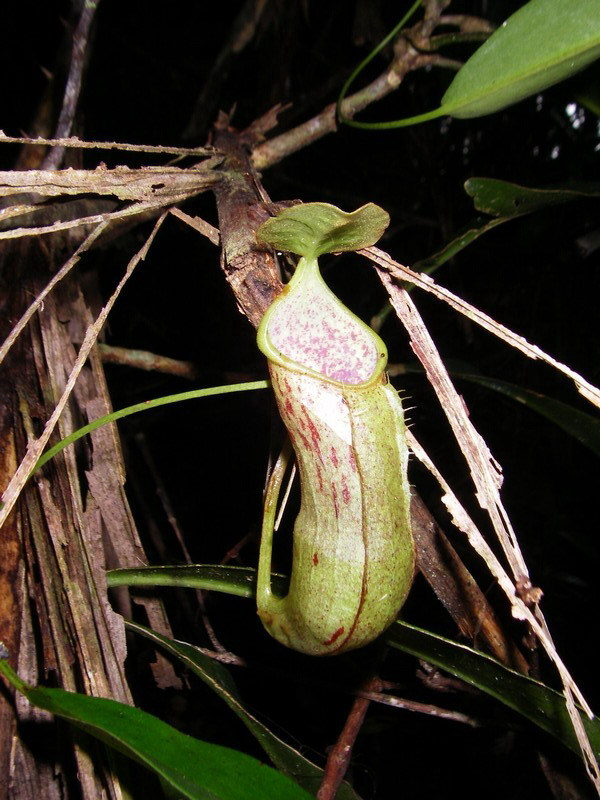
1993年首次报道的菱茎猪笼草的下位笼

1972年3月29日，仓田重夫在潘丘卢保山海拔1700米至1900米的地区首次采集到了菱茎猪笼草。在1972年的一期《遗传》（The Heredity，第26卷，第10期，第44页）中首次被提及了该物种的名称。次年，仓田重夫在《新加坡园艺公报》（The Gardens' Bulletin Singapore）上正式描述了该物种。编号为“Kurata 4300”的原始版本被指定为模式标本，其存放于日本牙科学院的植物标本馆中（NDC）。一幅同模标本存放于新加坡国家植物标本馆中（SING）。
仓田重夫的模式标本图中显示，其笼盖的下表面具有一个小型的尖状附属物。但马修·杰布及马丁·奇克指出，该特征并不存在于存放于新加坡的同模标本中。仓田重夫认为，该附属物可能是一种发育缺陷，不具意义。在查尔斯·克拉克与李乾对模式产地的考察结果中似乎验证了这一点，大部分野外植株无类似附属物，仅少量植株具有。
在近藤勝彦和近藤誠宏1983年的著作《彩色世界的食虫植物》（Carnivorous Plants of the World in Colour）中，将一幅裸瓶猪笼草（N. gymnamphora）的照片标记成了菱茎猪笼草。
1993年，布鲁斯·萨蒙（Bruce Salmon）推测菱茎猪笼草的下位笼特别适合于捕捉地下的昆虫。该观点发表于第22期的《食虫植物通讯》中。
1993年，鲁道夫·施密德·霍林格（Rudolf Schmid-Höllinger）报道在潘丘卢保山观察到了菱茎猪笼草的上位笼。他将他的发现发表于次年的《食虫植物通讯》中。查尔斯·克拉克也在1995年报道发现了一个小型的上位笼。再此之前，有学者认为菱茎猪笼草的上位笼蔓仅仅用于攀附，而不会产生捕虫笼。但也有学者质疑鲁道夫·施密德·霍林格发现的上位笼是否是菱茎猪笼草的。

## 形态特征

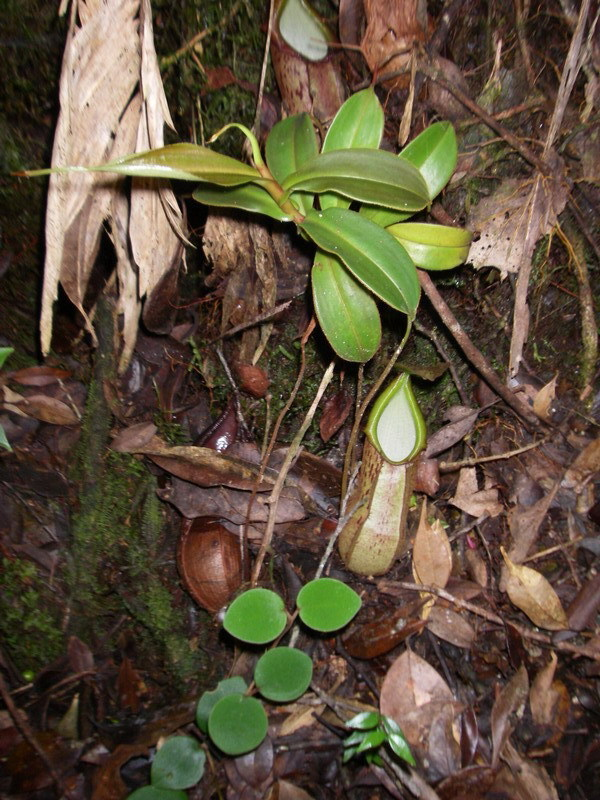
菱茎猪笼草的莲座状植株

菱茎猪笼草善攀爬，其茎可长达35米，是猪笼草属中茎部最长的物种之一。节间距可达20厘米，直径为1厘米。其横截面通常为菱形。茎上具有大量呈凹陷状的腺体。菱茎猪笼草具有延伸的地下茎，会不定期的长出侧枝。
菱茎猪笼草的叶片无柄，呈披针形至匙形，可长达25厘米，宽至4厘米。叶尖为急尖至略呈盾形，叶基抱茎。中脉的两侧各有2至3条纵脉。羽状脉斜发。笼蔓可长达15厘米。

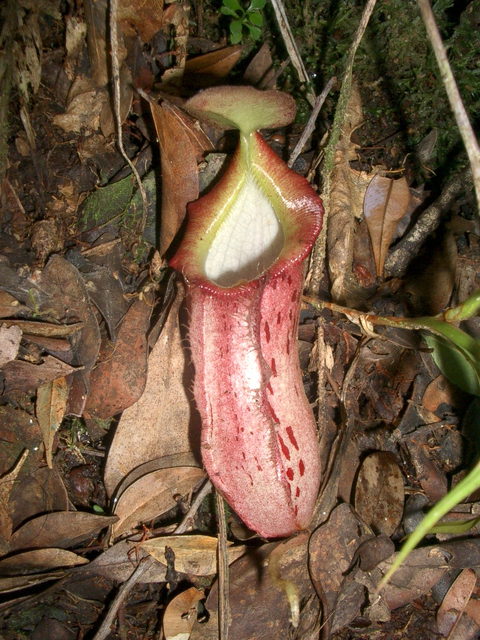
菱茎猪笼草的下位笼

菱茎猪笼草下位笼的下半部为卵形至葫芦形，上半部为圆柱形。其可高达12厘米，宽至4厘米。腹面具有一对可宽达3毫米的笼翼。下位笼卵形部分对应的内表面覆满消化腺。密度为每平方厘米150至300个。笼口为圆形，倾斜。唇为圆柱形至不规则扩展，可宽达5毫米。唇内缘具明显的唇齿，可长达3毫米。笼盖为卵形，其下表面可能具有小型的尖状附属物。同时，其下表面具有的蜜腺可多达100个。在笼盖基部的后方具一根可长达5毫米的笼蔓尾，其可能不分叉，或二裂，或三裂。
还没有任何关于菱茎猪笼草的上位笼的可靠记录及测量数据。基于鲁道夫·施密德·霍林格的报道，其上位笼的下半部为葫芦形，上半部拉长成管状，或在笼口处略呈漏斗形。唇缩小，唇齿较小。笼翼可能缩小为一对隆起。笼盖的下表面具数百个蜜腺，其体型小于下位笼的蜜腺。
菱茎猪笼草的花序为总状花序。总花梗和花序轴均可长达20厘米，但雌性植株的花序轴通常较短。每根花梗带两朵花，无苞片。花被片为椭圆形，可长达4毫米。
菱茎猪笼草植株的大部分几乎无毛。仅叶片的边缘具红色的短毛。花序可能具有稀疏的细小毛被。
菱茎猪笼草的茎与叶片为绿色。下位笼从通体全绿至红唇紫斑都有发现。唇可为淡绿色至深紫色，其外缘的颜色通常更深。根据鲁道夫·施密德·霍林格描述，其上位笼为黄绿色，并具有淡红色的斑点，而从攀援茎发出的侧芽的捕虫笼通体具明显的红色斑点。

## 生态关系
菱茎猪笼草仅发现于印度尼西亚北苏门答腊省，特别是多巴湖附近的数座山峰上。在许多对菱茎猪笼草的描述中也记录到其出现于亚齐的本达哈拉山（Mount Bandahara）。尽管仓田重夫认为其在多巴湖地区的分布可能更为广泛，但现仅能确认其存在于潘丘卢保山和盧布克拉亞火山。菱茎猪笼草存在于海拔1600米至2000米的地区。
菱茎猪笼草陆生于茂密且阴暗的山地森林中。其通常存在于低海拔山地森林的陡坡上，但也可能存在于高海拔的山地森林中。其是猪笼草属中为数不多的喜林下环境的物种。
菱茎猪笼草的下位笼经常嵌入林地上的碎石或落叶中，导致其常常变形。布鲁斯·萨蒙指出，若其下位笼在没有空间限制的地方生长，其体积可为原来的两倍。他推测该物种可能是为了适应捕捉地表下的昆虫，但他并没有证据证明这一假设。
在其原生地，菱茎猪笼草与杏黄猪笼草（N. flava）、卵形猪笼草（N. ovata）、显目猪笼草（N. spectabilis）和多巴猪笼草（N. tobaica）同域分布。已记录到菱茎猪笼草与这些物种的自然杂交种。在潘丘卢保山，裸瓶猪笼草与迈克猪笼草（N. mikei）生长于菱茎猪笼草种群海拔分布上限100米之上的地区。
由于分布范围的局限，菱茎猪笼草已被列入《2006年世界自然保护联盟濒危物种红色名录》中，等级为易危。

## 相关物种
菱茎猪笼草与裸瓶猪笼草在形态特征和生活习性都非常的相似。它们同域分布于潘丘卢保山。此外，菱茎猪笼草还表现出与婆罗洲特有的刚毛猪笼草（N. hirsuta）较为近似。
2001年，查尔斯·克拉克对产自苏门答腊及西马来西亚的猪笼草进行了分支系统学分析，利共用了70个形态特征。但菱茎猪笼草与本斯通猪笼草（N. benstonei）一起还未确定到底是归入山地分支（Montanae）还是高贵分支（'Nobiles）。

## 自然杂交种
至少已发现了4种关于菱茎猪笼草的自然杂交种，其中至少有三种自然杂交种的亲本（除菱茎猪笼草外）存在于潘丘卢保山。
- N. flava × N. rhombicaulis[14]
- ? N. gymnamphora × N. rhombicaulis[11]
- N. ovata × N. rhombicaulis[5]
- N. rhombicaulis × N. spectabilis[5]
- N. rhombicaulis × N. tobaica[5]

## 扩展阅读
- 原生地中菱茎猪笼草的照片 （页面存档备份，存于）
- 食虫植物照片搜寻引擎中菱茎猪笼草的照片 （页面存档备份，存于）

 维基共享资源上的相關多媒體資源：菱茎猪笼草
 維基物種上的相關：菱茎猪笼草